# Jean Becquerel
Pour les articles homonymes, voir Becquerel (homonymie).
Pour les autres membres de la famille, voir Famille Becquerel.
Jean Becquerel est un physicien français, né le 5 février 1878 à Paris 5e et mort le 4 juillet 1953 à Pornichet. Il a contribué à faire connaître la relativité générale en France.

## Biographie
Il est le fils d'Henri Becquerel et le petit-fils d'Edmond Becquerel, ainsi que de Jules Jamin.
Ancien élève du lycée Louis-le-Grand, il est ingénieur diplômé de l'École Polytechnique (Promotion X1897) ; il sort comme son père dans le Corps des Ponts et Chaussées, dont il deviendra ingénieur général.
En 1909, il succède à son père à la chaire de physique appliquée aux sciences naturelles du Muséum national d'histoire naturelle. Il s'y consacre à l'étude des propriétés optiques et magnétiques des cristaux, tout en poursuivant les expériences de son père sur la polarisation rotatoire paramagnétique de la lumière,. Toutefois, il se trouve compromis en 1903 par sa collaboration avec le chirurgien André Broca sur la mystification des rayons N (montée par René Blondlot), censés modérer l'usage des anesthésiques. Néanmoins, il obtient la succession de son père à la chaire de physique du Muséum National d'Histoire Naturelle en 1909. Il est professeur de physique à l'École polytechnique aux côtés de Paul Langevin, de 1919 à 1924, et ces deux savants sont les hérauts de la physique nouvelle (relativité et quanta) dans la France des années 1920. Ses cours de l'École polytechnique constituent l'un des premiers manuels en français sur la théorie de la relativité. Becquerel s'intéresse notamment à la théorie naissante de l'électron : il mesure la dépendance de la susceptibilité magnétique des métaux avec la température, et effectue des expériences sur les propriétés électromagnétiques des terres rares aux basses températures. Il rejoint le laboratoire de Kamerlingh Onnes à l'université de Leyde, et grâce aux spectroscopes, relève la disparition de certaines raies d'absorption du spectre.
Il est élu à l'Académie des sciences en 1946.

## Œuvres
- Principe de relativité et théorie de la gravitation, Cours donnés en 1921 et 1922 à l'École polytechnique et au Muséum national d'histoire naturelle à Paris, Gauthier-Villars, 1922.
- Exposé élémentaire de la théorie d’Einstein et de sa généralisation, suivi d’un appendice à l’usage des mathématiciens, collection Payot, Payot et Cie, Paris, 1922 ; en ligne sur wikisource.
- Gravitation einsteinienne : champ de gravitation d'une sphère matérielle, 1923.
- Cours de physique : École polytechnique : 1re division : 1920 - 1921 (École polytechnique, Paris). Texte en ligne sur LillOnum
- Notice sur les travaux scientifiques de Jean Becquerel (Gauthier-Villars, Paris), 1908.